# 힐리어호
힐리어 호수(Lake Hillier)는 오스트레일리아의 미들 아일랜드에 위치한 소금 호수이다.